# 373. strelska divizija (ZSSR)
373. strelska divizija (izvirno rusko 373. стрелковая дивизия; kratica 373. SD) je bila strelska divizija Rdeče armade v času druge svetovne vojne.

## Zgodovina
Divizija je bila ustanovljena avgusta 1941 v Čerbarkulu.